# Sitoluama
Sitoluama is een bestuurslaag in het regentschap Toba Samosir van de provincie Noord-Sumatra, Indonesië. Sitoluama telt 1624 inwoners (volkstelling 2010).